# Collfred (Bigues)
Collfred és una masia a Bigues (poble del Vallès) al sector nord-est del terme municipal de Bigues i Riells, al vessant sud-oest del Turó de l'Arbocer, a l'esquerra del torrent de Can Bori i a prop i al sud-oest de Sant Bartomeu de Mont-ras. Queda a prop i a llevant de Can Bori, al sud de Can Xesc i al nord-oest de Can Riera. Està inclosa en el «Catàleg de masies i cases rurals» de Bigues i Riells.